# Damernas singelsculler i rodd vid olympiska sommarspelen 2004
Damernas singelsculler i rodd vid olympiska sommarspelen 2004 avgjordes mellan den 14 och 21 augusti 2004.

## Medaljörer
| Gren          | Guld                               | Silver                   | Brons                 |
| Singelsculler | Katrin Rutschow-Stomporowski (GER) | Jekaterina Karsten (BLR) | Rumjana Nejkova (BUL) |

## Resultat

### Heat

#### Heat 1 (14 augusti)
1. Katrin Rutschow-Stomporowski, Tyskland 7:35,20
2. Carolina Lüthi, Schweiz 7:49,88
3. Femke Dekker, Nederländerna 7:55,50
4. Rocio Rivarola Trappe, Paraguay 8:03,85
5. Yoon Hui Lee, Sydkorea 8:04,48
6. Doaa Moussa, Egypten 8:26,87

#### Heat 2 (14 augusti)
1. Mirka Knapkova, Tjeckien 7:25,23
2. Sonia Waddell, Nya Zeeland 7:36,15
3. Soraya Jadue Ariaza, Chile 7:58,28
4. Analia Marin, Argentina 8:01,56
5. Pere Koroba, Indonesien 8:04,76
6. Ibtissem Trimech, Tunisien 8:15,87

#### Heat 3 (14 augusti)
1. Ekaterina Karsten, Vitryssland 7:45,22
2. Jennifer Devine, USA 7:55,15
3. Mu Suli, Kina 7:58,92
4. Fabiana Beltrame, Brasilien 8:02,89
5. Phuttharaksa Nikree, Thailand 8:24,03
6. Elena Usarova, Uzbekistan 8:32,56

#### Heat 4 (14 augusti)
1. Rumyana Neykova, Bulgarien 7:35,66
2. Irina Fedotova, Ryssland 7:51,71
3. Frida Svensson, Sverige 7:54,29
4. Nuria Domínguez, Spanien 7:55,60
5. Martha Garcia Mayo, Mexiko 8:07,32
6. Chien Ju Chiang, Taiwan 8:15,86

### Återkval

#### Återkval 1 (17 augusti)
1. Martha Garcia Mayo, Mexiko 7:35,55
2. Soraya Jadue Ariaza, Chile 7:37,6
3. Carolina Luethi, Schweiz 7:37,90
4. Fabiana Beltrame, Brasilien 7:48,74
5. Doaa Moussa, Egypten 8:16,57

#### Återkval 2 (17 augusti)
1. Sonia Waddell, Nya Zeeland 7:27,92
2. Nuria Domínguez, Spanien 7:40,31
3. Suli Mu, Kina 7:48,09
4. Ibtissem Trimech, Tunisien 7:56,19
5. Yoon Hui Lee, Sydkorea 7:59,53

#### Återkval 3 (17 augusti)
1. Frida Svensson, Sverige 7:35,35
2. Jennifer Devine, USA 7:35,91
3. Pere Koroba, Indonesien 7:54,17
4. Rocio Rivarola Trappe, Paraguay 7:57,77
5. Elena Usarova, Uzbekistan 8:06,11

#### Återkval 4 (17 augusti)
1. Irina Fedotova, Ryssland 7:35,83
2. Femke Dekker, Nederländerna 7:39,84
3. Chien Ju Chiang, Taiwan 7:48,36
4. Analia Marin, Argentina 7:51,94
5. Phuttharaksa Nikree, Thailand 7:53,52

### Semifinaler
- FA avser avancemang till Final A,
- FB avser avancemang till Final B
- FC avser avancemang till Final C,
- FD avser avancemang till Final D,

#### Semifinal 1 (August 18)
1. Katrin Rutschow-Stomporowski, Tyskland 7:30,82 FA
2. Mirka Knapkova, Tjeckien 7:36,73 FA
3. Nuria Domínguez, Spanien 7:43,59 FA
4. Irina Fedotova, Ryssland 7:45,43 FB
5. Frida Svensson, Sverige 7:53,83 FB
6. Soraya Jadue Ariaza, Chile 8:16,21 FB

#### Semifinal 2 (August 18)
1. Ekaterina Karsten, Vitryssland 7:31,91 FA
2. Rumyana Neykova, Bulgarien 7:32,06 FA
3. Sonia Waddell, Nya Zeeland 7:42,00 FA
4. Jennifer Devine, USA 7:53,65 FB
5. Martha Garcia Mayo, Mexiko 8:04,83 FB
6. Femke Dekker, Nederländerna 8:10,76 FB

#### Semifinal 3 (August 18)
1. Carolina Luethi, Schweiz 7:47,33 FC
2. Suli Mu, Kina 7:48,54 FC
3. Analia Marin, Argentina 7:58,07 FC
4. Yoon Hui Lee, Sydkorea 8:03,01 FD
5. Rocio Rivarola Trappe, Paraguay 8:05,92 FD
6. Doaa Moussa, Egypten 8:22,45 FD

#### Semifinal 4 (August 18)
1. Fabiana Beltrame, Brazil 8:00,89 FC
2. Chien Ju Chiang, Taiwan 8:05,71 FC
3. Pere Koroba, Indonesien 8:09,21 FC
4. Ibtissem Trimech, Tunisien 8:14,73 FD
5. Phuttharaksa Nikree, Thailand 8:17,13 FD
6. Elena Usarova, Uzbekistan 8:34,04 FD

### Finaler

#### Final A (21 augusti)
1. Katrin Rutschow-Stomporowski, Tyskland 7:18,12
2. Ekaterina Karsten, Vitryssland 7:22,04
3. Rumyana Nekyova, Bulgarien 7:23,10
4. Mirka Knapkova, Tjeckien 7:25,14
5. Sonia Waddell, Nya Zeeland 7:31,66
6. Nuria Domínguez, Spanien 7:49,11

#### Final B (19 augusti)
1. Irina Fedotova, Ryssland 7:29,04
2. Frida Svensson, Sverige 7:32,02
3. Jennifer Devine, USA 7:33,69
4. Femke Dekker, Nederländerna 7:39,15
5. Soraya Jadue Ariaza, Chile 7:42,76
6. Martha Garcia Mayo, Mexiko 7:43,44

#### Final C (19 augusti)
1. Suli Mu, Kina 7:39,64
2. Fabiana Beltrame, Brasilien 7:43,38
3. Carolina Luethi, Schweiz 7:44,11
4. Pere Koroba, Indonesien 7:47,92
5. Chien Ju Chiang, Taiwan 7:49,13
6. Analia Marin, Argentina DNF

#### Final D (19 augusti)
1. Ibtissem Trimech, Tunisien 7:51,21
2. Yoon Hui Lee, Sydkorea 7:53,33
3. Rocio Rivarola Trappe, Paraguay 7:57,36
4. Phuttharaksa Nikree, Thailand 8:00,44
5. Elena Usarova, Uzbekistan 8:09,92
6. Doaa Moussa, Egypten 8:34,80